# Buckow
Buckow (Märkische Schweiz), innan 2005 Buckow, Buckow in der Märkischen Schweiz, är en småstad och kurort i det tyska länet Märkisch-Oderland i förbundslandet Brandenburg. Staden är ett populärt turistmål och den utgångspunkten för besökare till naturområdet Märkische Schweiz. Buckow är även säte för amtsförvaltningen för kommunalförbundet Amt Märkische Schweiz.

## Geografi

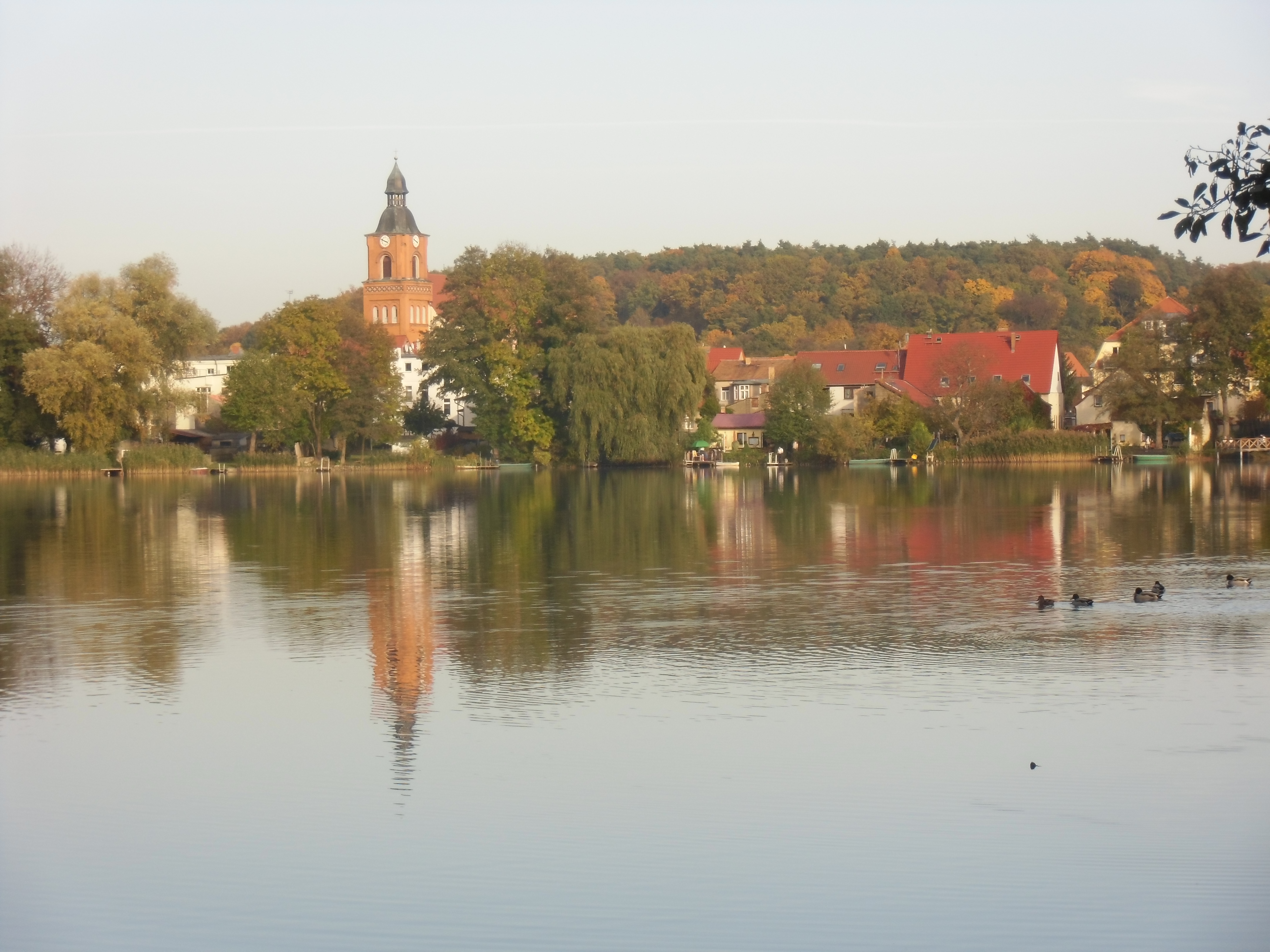
Staden sedd från Buckowsee.

Buckow ligger vid sjön Schermützelsee, omgivet av ett kuperat skogs- och sjörikt landskap, Märkische Schweiz. Genom orten rinner floden Stobber, en biflod till Oder. Närmaste större städer är Müncheberg (10 km söderut, 7 000 invånare) och Strausberg (18 km västerut, 26 000 invånare). Berlin ligger cirka 50 km västerut.
Kommunen indelas i ortsdelarna Buckow och Hasenholz.

## Historia

### Stadens och slottets historia
Buckow var ursprungligen en västslavisk bosättning. De tidigaste arkeologiska spåren av en bosättning på platsen är från 800-talet. Den polske hertigen Henrik I av Schlesien förvärvade i början av 1200-talet Lebuser Land, vilket Buckow då tillhörde. 1224 skänktes delar av området till cistercienserorden och flera tyska bosättningar i området påbörjades. De redan bofasta slaviska invånarna hänvisades till området vid nuvarande Wallstrasse i Buckows utkant.
Mellan åren 1249 och 1251 övergick Lebuser Land i ärkebiskopen Wilbrand av Magdeburgs ägo. Hans efterföljare Rudolf överlät Buckow och flera andra byar i området till klostret Leubus i Schlesien, i utbyte mot staden Müncheberg. Gåvobrevet är det första skriftliga omnämnandet av Buckow, då som villa Buchowe. Orten omnämns även i Karl IV:s landbok 1375. 1405 såldes Buckow av klostret till Poppo von Holzendorf. Hans son, riddaren Albrecht von Holzendorf sålde 1416 vidare Buckow till familjen von Segeser. Orten förstördes av husiterna 1432.
Under 1400-talet utvecklades humleodling till en av ortens viktigaste näringar. Ända fram till 1800-talet byggdes i Buckow huvudsakligen enkla envåningshus med likaledes enkla putsfasader som fortfarande till stor del präglar orten. År 1465 tilldelades Buckow marknadsrätt av kurfursten Fredrik II av Brandenburg och fick stadsrättigheter omkring år 1550. Staden härjades av stadsbränder 1654, 1665 och 1769.

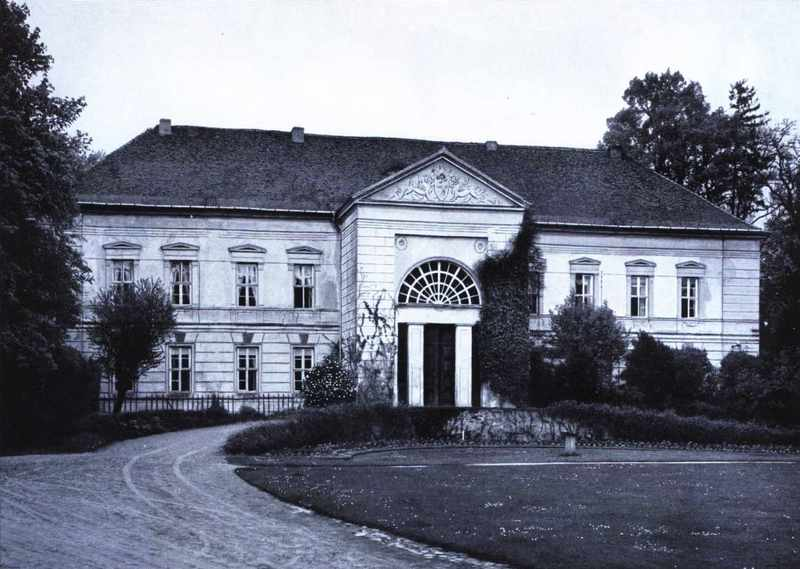
Buckows slott år 1900.

I mitten av 1600-talet under Fredrik Vilhelm I av Brandenburgs regeringstid tillhörde godset Buckow med de omkringliggande byarna generalen Georg Adam von Pfuel. Hans svärson fältmarskalken Heino Heinrich von Flemming lät uppföra ett barockslott på platsen. Slottet byggdes under 1800-talet om efter ritningar av Karl Friedrich Schinkel och var fram till 1945 i familjen von Flemmings ägo. Slottet skadades starkt under kriget och ruinerna revs 1948. Slottsparken, anlagd som barockträdgård på 1600-talet och under 1800-talet omvandlad till engelsk landskapspark, sträcker sig idag från norr om stadens torg fram till slottsberget och har rekonstruerats enligt historiska kartor.
Under 1700- och 1800-talet övergick den dominerande näringen in staden från humleodling till väverier, sidenframställning och rosenodling.

### Buckow som kurort

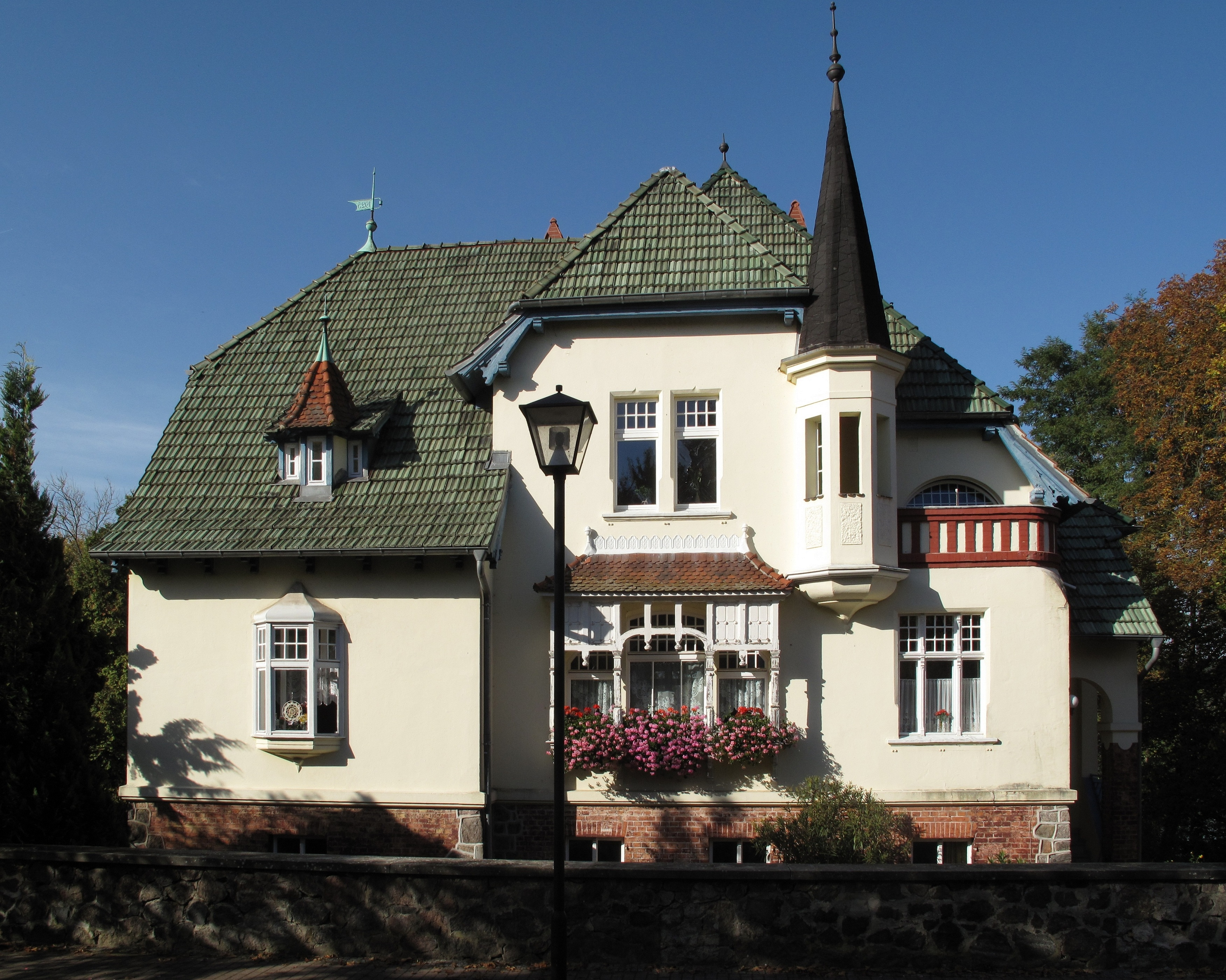
Kulturminnesmärkt sekelskiftesvilla i Buckow.

I och med författaren Theodor Fontanes skildring av den natursköna trakten kring Buckow år 1863, och järnvägens ankomst till Müncheberg 1865, samt sedermera den smalspåriga anslutningen till Buckow 1897, kom Buckow att bli ett populärt utflyktsmål för Berlins societet. Turismen fick en ökad betydelse. Under denna tid byggdes många stora rikt utsirade villor i historicistisk stil, och det blev vanligt bland ortens familjer att hyra ut rum till sommargäster. Många tyska poeter, målare och musiker tillbringade en tid i Märkische Schweiz, och bland andra Egon Erwin Kisch och John Heartfield uppehöll sig här.
Bertolt Brecht och Helene Weigel flyttade på 1950-talet till ett sommarhus vid Scharmützelsee i Buckow, och här arbetade Brecht bland annat med uppsättningarna av Katzgraben, Turandot och Coriolan, samt lyriksamlingen Buckower Elegien, som även långt efter Brechts död 1956 orsakade kulturpolitiska motsättningar. Helene Weigel fortsatte att använda sommarhuset i många år efter Brechts död. Sedan 1977 är huset museum och öppet för allmänheten.
Mellan 1959 och 1991 fanns ett evangeliskt-frikyrkligt teologiseminarium i Buckow.
Den 1 februari 2005 trädde officiellt stadens namnbyte från Stadt Buckow till Buckow (Märkische Schweiz) i kraft.

## Kultur och sevärdheter

### Teatrar
- Theater "unten drunter"
- Parktheater Buckow (biograf)

### Museer

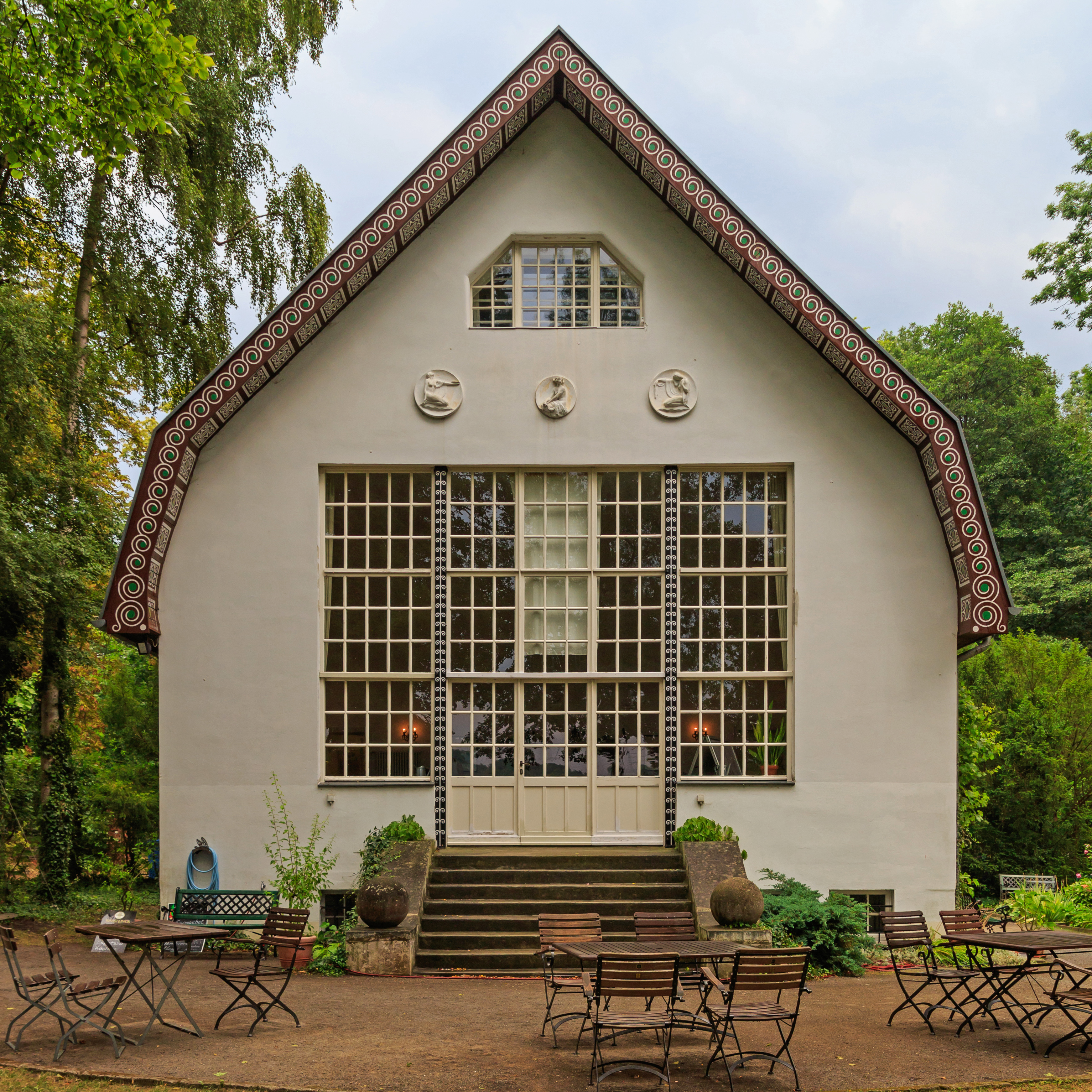
Brecht-Weigel-Haus

- Brecht-Weigel-Haus, Bertolt Brecht och Helene Weigels sommarhus.
- Buckower Kleinbahn Museum, museum och smalspårig museijärnväg till Müncheberg.
- Hembygdsmuseum
- Naturparkcentrum i Schweizer Haus
- Besökscentrum för naturområdet Märkische Schweiz, Drei Eichen, omkring 3 km från Buckow.

### Evenemang
I staden anordnas årligen rosodlingsfestivalen Buckower Rosentage, med rötter i stadens odlingstradition.

## Kommunikationer
Buckow har bussförbindelse till Münchebergs station, med anslutning till regionaltåg till Berlin-Lichtenberg eller till polska gränsen vid Kostrzyn nad Odrą. Buckows järnvägsstation och den gamla sidobanan mot Müncheberg trafikeras sommartid av museitrafik.

## Kända personer med anknytning till Buckow
Författaren Theodor Fontane skildrade Buckow 1863 som en del av sitt stora verk Wanderungen durch die Mark Brandenburg. Dramatikern Bertolt Brecht bodde med sin fru, skådespelerskan Helene Weigel, under 1950-talet i Buckow och huset är idag museum.
De mest kända godsherrarna på slottet Buckow är Adam von Pfuel (1618–1672), herre till godsen Gross- och Klein-Buckow och brandenburgsk kavallerigeneral, samt Heino Heinrich von Flemming (1632–1706), godsherre och brandenburgsk fältmarskalk, guvernör av Berlin.